# Gaïk-Goata
Gaïk-Goata est une commune située dans le département d'Arbinda, dans la province du Soum, région du Sahel, au Burkina Faso.

## Géographie
La commune est traversée par la route nationale 23.